# Antonio Giannettini
Antonio Giannettini (Zanettini) (* 1648 in Fano; † 12. Juli 1721 in München) war ein italienischer Organist, Kapellmeister und Komponist.

## Leben
Antonio Giannettini erhielt seine Ausbildung unter Sebastiano Enno (1621–1678), bei dem er als Jugendlicher wohnte, bei Carlo Grossi und vermutlich bei Giovanni Legrenzi in Venedig. Er wirkte ab 1674 als Sänger am Markusdom und ab 1677 als Organist an einer der Nebenorgeln („Organista di nichi“). Ab 1683 diente er Alessandro Farnese und ab 1686 zunächst Ernst August von Hannover, während dessen Aufenthalt in Venedig. Im gleichen Jahr bekleidete er beim Herzog von Modena die Stelle als Hofkapellmeister, die er bis zu seinem Ableben innehatte. Er verstarb anlässlich einer Reise nach München, wo er seine Tochter Catherina Maria besuchte, die am dortigen Hof als Sängerin engagiert war.

## Werke (Auswahl)
Giannettini schuf neben Oratorien, von denen La morte di Cristo das bekannteste ist, sowie etwa 20 Bühnenwerken, Kanteten, Messen und weitere Sakralmusik.
Oratorien
- Amore alle catene, oratorio di S Antonio;  Modena, 1687
- Jefte; Text, Giovanni Battista Neri; Modena, 1687; Musik verschollen
- L’uomo in bivio; Modena, 1687
- La creatione de’ magistrati; Modena, 1688
- La conversione della beata Margherita di Cortona;  Modena, 1689; Musik verschollen
- Il martirio di S Giustina; Modena,  1689; Musik verschollen
- La vittima d’amore ossia La morte di Cristo;  Modena, 1690
- Dio sul Sinai; Modena, 1691; Musik verschollen
- Le finezze della divina grazia nella conversione di S Agostino; Modena, 1697; Musik verschollen

Bühnenwerke
- Medea in Atene; Libretto: Aurelio Aureli; Venedig 14. Dezember 1675
- L’Aurora in Atene; Libretto: G. Frisari; Venedig, SS Giovanni e Paolo, 1678
- Echo ravvivata; festa musicale, 3 Akte; Venedig, 1681
- Irene e Costantino; Venedig, S Salvatore, 1681
- Temistocle in bando; Libretto: Antonio Morselli; Venedig, S Cassiano, 4. Dezember 1682
- L’Ermione riacquistata; Libretto: F. Pazzaglia; Venedig, Palast des Prinzen Alessandro Farnese, 29. März 1683; Musik verschollen
- Il giuditio di Paride; trattenimento da camera, 1 Akt; Venedig, Juni 1685
- La Fedeltà consolata dalla Speranza; Libretto: Nicolò Beregan, Serenata; Venedig, August 1685
- Amor sincero; Libretto: N. Beregan, Serenata; Venedig, Juli 1686
- L’ingresso alla gioventù di Claudio Nerone; Libretto: G.B. Neri; Modena, Fontanelli, 4. November 1692
- Introduzione alla festa d’armi e balli; Libretto: E. Pinamonte Bonacossi; Modena, 1699; Musik verschollen
- Tito Manlio; Libretto: Matteo Noris; Reggio nell’Emilia, Commedie, 1701
- Virginio consolo; Libretto: M. Noris; Venedig, S Angelo, 1704; Musik verschollen
- Artaserse; Libretto: Apostolo Zeno und Pietro Pariati; Venedig, S Angelo, 1705; Musik verschollen
- I presagi di Melissa; Libretto: F. Torti, introduzione ad una festa di ballo; Modena,  1709; Musik verschollen
- Publio Scipione, ossia Il riparatore delle glorie romane; accademico tributo; Modena, Juli 1710; Musik verschollen
- L’unione delle tre dee Pallade, Giunone e Venere; Libretto, G.M. Tommasi, Serenata; Modena, 1716; Musik verschollen
- La gara di Minerva e Marte; Modena, 1716; Musik verschollen
- Il Panaro in giubilo; Libretto: G.M. Tommasi, Serenata; Modena, 1717; Musik verschollen